# دوغ أندرسون (مغني)
دوغ أندرسون (بالإنجليزية: Doug Anderson)‏ هو مغني أمريكي، ولد في 31 أغسطس 1975 في مدينة اندرسون في الولايات المتحدة.

## وصلات خارجية
- الموقع الرسمي
- دوغ أندرسون على موقع ميوزك برينز (الإنجليزية)